# Seth Hinrichs
Seth Wilbert Bruce Hinrichs (Clara City, 24 marzo 1993) è un cestista statunitense, professionista in Europa.